# WTA-toernooi van Nichirei
Het WTA-toernooi van Nichirei was een jaarlijks terugkerend tennistoernooi voor vrouwen dat werd georganiseerd in de Japanse hoofdstad Tokio. De officiële naam van het toernooi was Nichirei International Championships.
In 1990 werd er overdekt gespeeld op tapijt, terwijl in de periode van 1991 tot en met 1996 buiten gespeeld werd op hardcourtbanen.
Vanaf 1997 werd in plaats van dit toernooi het WTA-toernooi van Toyota gespeeld in Tokio.

## Meervoudig winnaressen enkelspel
| speelster      | aantal titels | in de jaren      |
| -------------- | ------------- | ---------------- |
| / Monica Seles | 3             | 1991, 1992, 1996 |

## Enkel- en dubbelspeltitel in één jaar
| speelster               | in het jaar |
| ----------------------- | ----------- |
| Mary Joe Fernandez      | 1990        |
| Arantxa Sánchez Vicario | 1994        |

## Finales

### Enkelspel
| Datum      | ($)     | Ondergrond        | Winnares                | Verliezend finaliste    | Uitslag       |         |
| ---------- | ------- | ----------------- | ----------------------- | ----------------------- | ------------- | ------- |
| 1990-09-25 | 350.000 | tapijt, binnen    | Mary Joe Fernandez      | Amy Frazier             | 3-6, 6-2, 6-3 | details |
| 1991-09-16 | 350.000 | hardcourt, buiten | Monica Seles            | Mary Joe Fernandez      | 6-1, 6-1      | details |
| 1992-09-22 | 350.000 | hardcourt, buiten | Monica Seles            | Gabriela Sabatini       | 6-2, 6-0      | details |
| 1993-09-21 | 375.000 | hardcourt, buiten | Amanda Coetzer          | Kimiko Date             | 6-3, 6-2      | details |
| 1994-09-20 | 400.000 | hardcourt, buiten | Arantxa Sánchez Vicario | Amy Frazier             | 6-1, 6-2      | details |
| 1995-09-19 | 430.000 | hardcourt, buiten | Mary Pierce             | Arantxa Sánchez Vicario | 6-3, 6-3      | details |
| 1996-09-16 | 450.000 | hardcourt, buiten | Monica Seles            | Arantxa Sánchez Vicario | 6-1, 6-4      | details |

### Dubbelspel
| Datum      | ($)     | Ondergrond        | Winnaressen                          | Verliezend finalistes                | Uitslag       |         |
| ---------- | ------- | ----------------- | ------------------------------------ | ------------------------------------ | ------------- | ------- |
| 1990-09-25 | 350.000 | tapijt, binnen    | Mary Joe Fernandez Robin White       | Gigi Fernández Martina Navrátilová   | 4-6, 6-3, 7-6 | details |
| 1991-09-16 | 350.000 | hardcourt, buiten | Mary Joe Fernandez Pam Shriver       | Carrie Cunningham Laura Gildemeister | 6-3, 6-3      | details |
| 1992-09-22 | 350.000 | hardcourt, buiten | Mary Joe Fernandez Robin White       | Yayuk Basuki Nana Miyagi             | 6-4, 6-4      | details |
| 1993-09-21 | 375.000 | hardcourt, buiten | Lisa Raymond Chanda Rubin            | Amanda Coetzer Linda Wild            | 6-4, 6-1      | details |
| 1994-09-20 | 400.000 | hardcourt, buiten | Julie Halard Arantxa Sánchez Vicario | Amy Frazier Rika Hiraki              | 6-1, 0-6, 6-1 | details |
| 1995-09-19 | 430.000 | hardcourt, buiten | Lindsay Davenport Mary Joe Fernandez | Amanda Coetzer Linda Wild            | 6-3, 6-2      | details |
| 1996-09-16 | 450.000 | hardcourt, buiten | Amanda Coetzer Mary Pierce           | Park Sung-hee Wang Shi-ting          | 6-3, 7-6      | details |

1990 · 1991 · 1992 · 1993 · 1994 · 1995 · 1996
ITF-toernooien (mannen en vrouwen)

ATP-toernooien (mannen) – ATP-seizoen 2025

WTA-toernooien (vrouwen) – WTA-seizoen 2025

Voormalige toernooien mannen
Voormalige toernooien vrouwen
Voormalige amateurtoernooien